# 幸福 (テレビドラマ)
『幸福』（こうふく）は、1980年7月25日から同年10月17日までTBS系列の「金曜ドラマ」（毎週金曜日22:00 - 22:54）の枠で放送されていた日本のテレビドラマ。

## 概要・内容
殿村数夫は、大学受験に挫折して以降は日々を何となく無気力気味に過ごし、年の離れた妹の踏子と暮らしつつ、羽田空港の川向かい隣にある野田鉄工所に勤めている。数夫の兄・太一郎はエリート会社員で、数夫とは対照的な存在。ある時、数夫に倉田素子という付き合う女が出来て、そのまま結婚の方向へも行こうとするが、以前に数夫が一度だけ関係を持ったことがあった素子の姉・組子とも再会、組子は太一郎の元恋人でも会った。そこで数夫は恋の選択を迫られることになる。そのような日常、暮らしの中で本当の幸福を探しながら描いていったドラマ。

## スタッフ
- 脚本：向田邦子
- 制作ブロデューサー：大山勝美
- プロデューサー：片島謙二
- 演出
  - 鴨下信一（第1〜3、5、6、9、10、13各話）
  - 浅生憲章（第3、4、7、8、11、12各話）
- 音楽：小川よしあき
- 主題歌：アン・マレー「辛い別れ」
- 撮影技術：梅津義文
- 美術：丸谷時茂、山田守
- 制作：TBS

## 出演
- 殿村数夫：竹脇無我
- 殿村踏子：岸本加世子
- 倉田組子：岸恵子
- 倉田素子：中田喜子
- 菊本正春：ジョニー大倉
- 殿村太一郎：山﨑努
- 八木沢保：津川雅彦 - 和風スナック「こうじ」のオーナー
- 木島多江：藤田弓子
- 倉田勇造：笠智衆 - 組子と素子の父
- 野田竹松：小鹿番 - 数夫の勤め先の主人
- 野田とき江：七尾伶子 - 竹松の妻
- 野田潤一：本間優二 - 竹松ととき江の息子
- 英子：阪口美奈子

ほか

## 視聴率
第1回12.9%、第2回9.2%、第3回6.9%、第4回7.7%、第5回7.0%、第6回6.4%、第7回7.4%、第8回9.0%、第9回7.7%、第10回10.7%、第11回9.1%、第12回8.8%、最終回9.4%。